# Hoatzin
Hoatzin (Opisthocomus hoazin) er en regnskovslevende fugl, der er dårlig til at flyve.
Den er den eneste art i fuglefamilien Opisthocomidae – og i ordenen Opisthocomiformes.